# Мечеть Чор Харос
Мече́ть Чор Харос — памятник культурного наследия, расположенный в историческом центре Бухары (Узбекистан). Входит в национальный перечень объектов недвижимого имущества материального и культурного наследия Узбекистана — находится под охраной государства.
Квартальная мечеть была построена в XIX веке. Со времён советской власти по настоящее время в ней функционирует церковь евангелийских христиан-баптистов.